# Lutrochus
Lutrochus ist die einzige Gattung der Familie Lutrochidae aus der Ordnung der Käfer (Coleoptera). Die Gattung umfasst etwa 15 Arten, die ihre Verbreitung in der Neuen Welt, vom Süden der Vereinigten Staaten bis nach Brasilien haben.

## Merkmale

### Käfer
Die Käfer haben eine Länge von 3,0 bis 6,0 Millimetern bei einer Breite von 1,7 bis 3,0 Millimetern. Ihr Körper ist oval geformt, der Rücken ist stark, die Seiten nur ein wenig gekrümmt. Die Körperoberfläche ist glänzend dunkelbraun gefärbt, dicht und gleichmäßig punktförmig strukturiert und dicht, fein, anliegend, golden behaart. Auf der Bauchseite sind die Härchen etwas länger. Die Mundwerkzeuge am Kopf sind nach unten gerichtet (hypognath), der Kopf ist teilweise in den Prothorax zurückgezogen und von oben gesehen deshalb nicht vollständig zu erkennen. Er ist fast gleich breit wie lang. Die Oberseite des Kopfes (Epicranium) trägt eine verkehrt „Y“-förmige Rille. Die Facettenaugen sind nicht hervortretend und dicht behaart. Sie sind grob facettiert. Die Fühlereinlenkungen sind von oben sichtbar. Die Frontoclypealnaht verläuft gerade und ist manchmal kaum zu erkennen. Die Stirnplatte (Clypeus) ist gebogen, eng, vorn membranös und hinten dicht behaart. Das sklerotisierte Labrum ist ebenso schräg, konvergiert nach hinten und hat einen gekrümmten Vorderrand. Seitlich ist es breit abgerundet. Seine hintere Oberfläche ist dicht kurz sowie lang behaart, der vordere Teil ist kahl. Der Epipharynx ist membranös. Von oben gesehen kann man die erweiterten vorderen Seitenbereiche erkennen, die mit langen, gekrümmten Haaren versehen sind. Der Vorderrand des Epipharynx ist dicht mit unterschiedlich langen und geformten Haaren versehen. Die kurzen Fühler sind elfgliedrig. Sie sind neben der Frontoclypealnaht zwischen den Augen und den vorderen Ästen der „Y“-förmigen Rille am Epicranium eingelenkt und erreichen den Hinterrand des Kopfes nicht. Die Fühlerglieder sind dicht mit kurzen Härchen bedeckt. Der Scapus ist etwa gleich lang, wie das Flagellum, hat eine kugelförmige Basis und ist an der Außenseite lang behaart. Der Pedicellus ist nahezu rechteckig und gleich breit, wie der Scapus und gleich lang, wie das dritte bis fünfte Fühlersegment zusammen. Er ist an der Außenseite ebenso lang behaart, sein Flagellum ist enger als der Scapus. Die Mandibeln sind symmetrisch und haben außenseitig einen Saum mit verlängerten Härchen und eine dreizähnige Spitze. Die beiden Kauladen der Maxillen, die Lacinia und die Galea sind zweigliedrig und gut ausgeprägt. Das erste Glied der Galea, die Basigalea ist klein und nahezu rechteckig, das zweite Glied, die Distigalea ist breit und nahezu trapezförmig. Sie trägt an der Spitze ein dichtes Büschel kurzer Haare. Die Lacinia ist lang gestreckt und trägt an der Spitze dorsal einen lateralen Haarbüschel.
Das trapezförmige Pronotum ist gebogen. Die Deckflügel sind stark punktförmig strukturiert und stark mit Haaren bedeckt. Sie haben ihre breiteste Ausdehnung in der ersten Hälfte und sind etwa 1,1 bis 1,4 Mal so lang wie breit. Ihre Enden sind leicht spitz zulaufend. Die Epipleuren sind im basalen Drittel breit, ansonsten verschmälern sie sich. Sie sind auf Höhe der mittleren und hinteren Beine eingedrückt. Das zweite Flügelpaar (Alae) haben eine offene Radial- und Analzelle. Die Hüften (Coxen) sind dicht behaart, die der vorderen und hinteren Beine sind gekrümmt und gefurcht, um die Schenkel (Femora) unterzubringen. Die mittleren Hüften sind abgerundet. Die Schienen sind ebenso gekrümmt, behaart und gefurcht, um die Schienen (Tibien) unterzubringen. Die Schienen der vorderen und hinteren Beine sind stark behaart, die mittleren Schienen tragen wenige vereinzelte lange Haare, ihr distaler Teil ist behaart. Die Tarsen sind spärlich behaart.
Der Hinterleib hat fünf Ventrite (sichtbare bauchseitige Sklerite), bei denen es sich um das dritte bis siebente handelt, wobei das zweite und dritte Sternit auch verwachsen sein kann. Das große dritte Sternit ist an der Basis flach eingedrückt, um die Hinterbeine unterzubringen. Am achten Hinterleibssegment sind funktionsfähige Stigmen ausgebildet. Der Ovipositor der Weibchen ist gut entwickelt.

### Larven
Die Larven werden vier bis zehn Millimeter lang und ein bis zwei Millimeter breit. Ihr Körper hat Ähnlichkeit mit Drahtwürmern. Der Kopf, die Tergite am Thorax und Hinterleib sind stark sklerotisiert und dunkelbraun gefärbt sowie stark punktförmig strukturiert und behaart. Kurze federartige Härchen finden sich dabei zwischen längeren Haaren. Die Mundwerkzeuge sind nach vorn gerichtet (prognath) und von oben gesehen sichtbar, wobei sie teilweise in den Prothorax zurückgezogen sind. Er ist etwas breiter als lang und hat abgerundete Seitenränder. Es befinden sich fünf Paar Punktaugen (Ocelli) seitlich auf der Oberseite, wobei ein Paar zur Bauchseite, nahe an die Basis der Mandibeln verschoben ist. Die Stirnplatte (Clypeus) ist trapezförmig mit schwacher Behaarung an den Seiten. Die Fühler sind dreigliedrig, kahl und haben langgestreckte, röhrenförmige Segmente. Das erste Segment ist länger und breiter, als das zweite, das dritte ist kurz und trägt an der Spitze einige Sinneshärchen. Die stark sklerotisierten kurzen Mandibeln sind symmetrisch. Sie haben eine Spitze mit drei Zähnchen und einem oder zwei weiteren Zähnchen nahe der Spitze. Der Hypopharynx ist auf der Vorderseite behaart.
Der hintere Bereich der Oberseite des Thorax trägt eine Haarreihe mit unterschiedlich großen Haaren. Der Prothorax ist nahezu gleich lang wie Meso- und Metathorax zusammen. Bei den Arten der Neotropis ist eine Linie fadenförmiger Haare nahe dem vorderen Rand des Pronotums ausgebildet. Das Meso- und Metanotum tragen jeweils eine Reihe kurzer, federartiger Haare im vorderen Bereich. Ein Paar runder Stigmen befinden sich seitlich vorn am Mesothorax. Die Beine sind kurz und kräftig und haben alle ein ähnliches Aussehen. Alle Segmente sind kurz behaart.
Der Hinterleib verjüngt sich gleichmäßig von vorn nach hinten. Der Rücken des ersten bis achten Hinterleibssegments trägt jeweils vorn eine dichte Linie aus kurzen, federartigen Haaren. Bei den neotropischen Arten grenzen die Basen der Haare nahezu aneinander und formen eine Rille. Der hintere Bereich der Segmente trägt Haarbüschel. Auch die Bauchseite des ersten bis achten Hinterleibssegments ist behaart und stark punktförmig strukturiert. Vom vierten bis achten Hinterleibssegment ist das Tergum mit dem Sternum verbunden. Bei den nearktischen Arten verringert sich die Größe der Pleuren vom ersten bis vierten Hinterleibssegment. Das neunte Hinterleibssegment ist lang gestreckt und abgeflacht, bei ihm ist das Sternum mit dem Tergit verbunden. Seitlich und hinten ist das Segment behaart. Urogomphi fehlen. Das zehnte Hinterleibssegment bildet ein bauchseitig einklappbares Operculum und ist mit dem neunten Hinterleibssegment durch eine dünne Membran verbunden. Der Hinterrand ist behaart, der Rücken trägt ein Paar kräftiger, gekrümmter Klauen. Am ersten bis achten Hinterleibssegment befinden sich vorn seitlich Stigmen.

### Puppe
Die Puppen sind ungefähr 7,2 Millimeter lang und inklusive der Flügelscheiden maximal 2,7 Millimeter breit, wobei die breiteste Stelle am ersten Hinterleibssegment liegt. Die Puppen sind freie Puppen und haben ihre Extremitäten und Flügel frei abstehend. Sie sind lang gestreckt, unbehaart und großteils weißlich gefärbt. Der Kopf ist fast vollständig vom Prothorax verdeckt. Das Pronotum ist nahezu trapezförmig und hat gewellte Seitenränder und ein Paar fadenförmige Anhängsel an der Vorderseite. Der Hinterleib verjüngt sich nach hinten, sein erstes bis achtes Segment ist gekrümmt, das neunte Segment ist lang gestreckt und dreieckig. Am hinteren Teil des Rückens des ersten bis siebten Hinterleibssegments befindet sich jeweils ein gekrümmtes sklerotisiertes Band. Am ersten bis fünften Hinterleibssegment befinden sich die Stigmen an kleinen Anhängseln.

## Vorkommen und Lebensweise
Die Käfer leben aquatisch oder semiaquatisch und besiedeln flache Stromschnellen mit steinigem, sandigem oder sandig/schlammigem Grund, in Bächen mit klarem Wasser, mit hohem Kalziumgehalt. In Brasilien wurden jedoch Exemplare von Lutrochus germari auch in Bächen mit unterschiedlich hohem Kalziumgehalt gefunden. Einige Individuen wurden auch in Bächen, die Karbonatböden, Granitgestein oder Gneis entwässerten gefunden, die einen pH-Wert zwischen 7,2 und 6,0 aufwiesen. Sowohl Larven, als auch Imagines von Lutrochus germari hat man in verrottendem Holz gefunden, wobei die Holzstücke unterschiedlich groß waren, jedoch immer unter Wasser lagen. Imagines und Larven der meisten Arten findet man in Ritzen von verrottendem Totholz. Auch an der Oberfläche kann man Käfer an Totholz finden, Larven zudem auch im Holz weichholziger Sträucher.
Die Imagines halten sich im Wasser permanent unter der Oberfläche auf und transportieren mit ihrer Körperbehaarung eine Luftblase. Sie ruhen meist bewegungslos, suchen jedoch rasch ein dunkles Versteck auf, wenn sie dem Sonnenlicht ausgesetzt werden.

## Systematik
Die Gattung Lutrochus wurde ursprünglich der Familie der Hakenkäfer (Dryopidae) zugerechnet, später zählte man sie zu den Limnichidae. Roy Crowson erkannte schließlich die Monophylie der Familie, die auf die Merkmale des Hinterleibs der Larven gestützt ist. Bei ihnen sind die Sternite und Tergite am vierten/fünften bis achten Segment verwachsen. Die Zuordnung der Familie innerhalb der Byrrhoidea wird durch die Flügelfaltung, die vom Typ der Hakenkäfer ist und das verkürzte vordere Anhängsel des mittig am Metathorax gelegenen Metendosternits der Imagines bekräftigt.

## Belege